# Llista d'idiomes per nombre de parlants natius

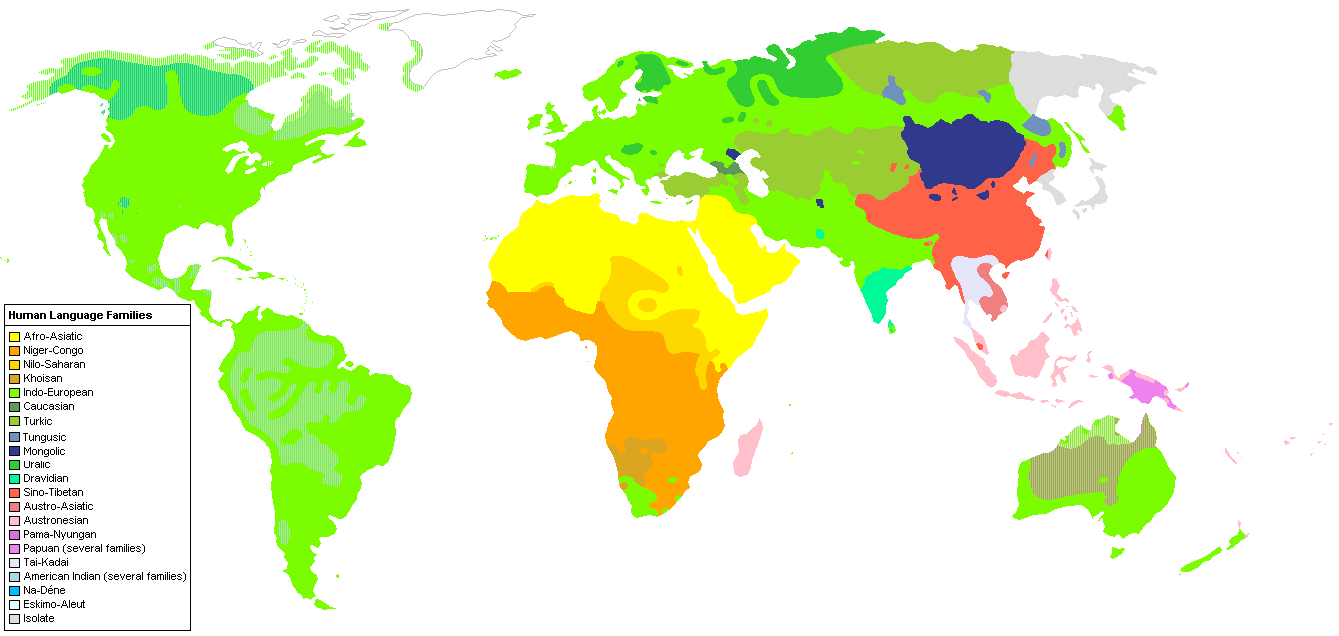
Distribució geogràfica de les famílies de llengües al món.

Aquest article és una llista de les llengües actuals de món amb més parlant ordenades per nombre de parlants nadius segons un estudi d’Ethnologue de 2022.

## Més de 100 milions de parlants natius
| Idioma     | Nombre de parlants | Observacions |
| ---------- | ------------------ | --- |
| Mandarí    | 909-1118 milions   | 1118 milions comptant parlants natius i segona llengua                                                                             |
| Castellà   | 474-548 milions    | Fins a 550 milions de persones entre natius i no natius                                                                            |
| Anglès     | 373-1452 milions   | Fins a 1080 milions com a segona llengua. 1452 milions en total                                                                    |
| Hindi-Urdú | 414-833 milions    | 414 milions primera llengua (344M variant hindi, 70M urdú). 419 milions segona llengua (258M hindi, 161M urdú). Total 833 milions. |
| Àrab       | 206-452 milions    | |
| Bengalí    | 234-273 milions    | Fins a 273 milions en total |
| Portuguès  | 232-258 milions    | Fins a 258 milions en total |
| Rus        | 154-258 milions    | |
| Japonès    | 125 milions        | |
| Punjabi    | 113 milions        | |

## Més de 50 milions de parlants
| Idioma     | Nombre de parlants | Observacions                            |
| ---------- | ------------------ | --------------------------------------- |
| Alemany    | 90-118 milions     | Fins a 180 milions de parlants          |
| Javanès    | 85 milions         |                                         |
| Xinès wu   | 77 milions         |                                         |
| Coreà      | 75 milions         |                                         |
| Marathi    | 75 milions         |                                         |
| Telugu     | 70 milions         |                                         |
| Vietnamita | 69 milions         |                                         |
| Francès    | 68 milions         | Fins a 274 milions de parlants en total |
| Tàmil      | 66-74 milions      |                                         |
| Italià     | 62 milions         |                                         |
| Turc       | 51-83 milions      |                                         |
| Cantonès   | 50-70 milions      |                                         |
| Paixtu     | 50-60 milions      |                                         |

## Més de 30 milions de parlants
| Idioma      | Nombre de parlants | Observacions |
| ----------- | ------------------ | ------------ |
| Min Nan     | 47 milions         |              |
| Gujarati    | 46 milions         |              |
| Polonès     | 40 milions         |              |
| Persa       | 39-70 milions      |              |
| Bhojpuri    | 39 milions         |              |
| Awadhi      | 38 milions         |              |
| Ucraïnès    | 37 milions         |              |
| Malai       | 37 milions         |              |
| Xinès xiang | 36 milions         |              |
| Malaiàlam   | 36 milions         |              |
| Kanara      | 35-44 milions      |              |
| Maithili    | 35 milions         |              |
| Sundanès    | 34 milions         |              |
| Birmà       | 32-42 milions      |              |
| Oriya       | 32 milions         |              |
| Marwari     | 31 milions         |              |
| Xinès hakka | 30 milions         |              |